# Challenger DCNS de Cherbourg 1991
Il Challenger DCNS de Cherbourg 1991 è stato un torneo di tennis facente parte della categoria ATP Challenger Series nell'ambito dell'ATP Challenger Series 1991. Il torneo si è giocato a Cherbourg in Francia dal 7 al 13 ottobre 1991 su campi in cemento indoor.

## Vincitori

### Singolare
Jeremy Bates ha battuto in finale  Byron Black con il punteggio di 7–5, 1–6, 7–6

### Doppio
Sander Groen /  Byron Talbot hanno battuto in finale  Michael Daniel /  Brian Devening con il punteggio di 3–6, 6–3, 7–5